# 益口站
益口站位于福建省三明市永安市燕北街道，为鹰厦铁路车站。鹰厦铁路与永加铁路在此接轨。距鹰潭站404公里，距厦门站290公里，距加福站27公里。现为四等站。车站为连接专用线建于1960年，目前货运仅办理专用线、专用铁路货运作业，设有通往华电永安的专用线。